# Mattheüskerk (Utrecht)
De Mattheüskerk is een protestants kerkgebouw aan de Hendrika van Tussenbroeklaan in de wijk Oog in Al in de Nederlandse stad Utrecht. 
Het kerkgebouw werd in 1952 gebouwd naar een ontwerp van vader en zoon Gijs en Teus van Hoogevest. De kerk was oorspronkelijk Nederlands Hervormd, maar is sinds 1996 Christelijk Gereformeerd. 

## Geschiedenis
Hoewel er voor de oorlog al een aantal woonhuizen waren gebouwd in Oog en Al, was de nieuwbouw van vlak na de oorlog zodanig dat er nieuwe kerken nodig waren. Zoals inmiddels de gewoonte kwamen in een nieuwe wijk in ieder geval drie kerken: een katholieke, een gereformeerde en een Nederlands hervormde kerk. In Oog en Al werden dat achtereenvolgend de Dominicuskerk (1951), de Pniëlkerk (1955) en in 1952 de Mattheüskerk. 
Voor het ontwerp werd Gijs van Hoogevest aangetrokken. Hij en zijn zoon Teus waren in die tijd ook betrokken bij de restauratie van vijf middeleeuwse kerken in de Utrechtse binnenstad, waaronder de Domkerk. Het resultaat was een traditionalistisch kerkgebouw dat door zijn gebruik van baksteen en hout in de lijn staat van de middeleeuwse kerkenbouw. 
In 1995 verlieten de hervormden dit kerkgebouw. Vanuit het Samen op Weg-proces werd besloten om de gereformeerde en de hervormde gemeente van Oog en Al samen te voegen. In 1995 gingen ze samen verder in de Pniëlkerk. De Mattheüskerk werd te koop gezet. In het bijgebouw kwam tussen 1987 en 1995 ook de Oud-Evangelisch-Lutherse gemeente samen. Nadat de Hervormden het kerkgebouw hadden verkocht ging de gemeente haar erediensten beleggen in Amsterdam.

## Christelijk gereformeerd
De Christelijk-gereformeerde kerk heeft de Singelkerk als moederkerk. Door de groei van de stad werd die kerk te klein en werd besloten tot de oprichting van een tweede kerk. In 1960 werd de Eben Haezerkerk aan de A. van Bergenstraat in Zuilen betrokken. Door groei verhuisde de gemeente in 1979 naar de voormalige RK Salvatorkerk aan de Pionstraat, elders in Zuilen. Begin jaren negentig kromp de gemeente weer, zodat men ging uitzien naar een kleinere kerk. De in 1995 vrijgekomen Mattheüskerk was precies goed. In 1996 vond hier hun eerste kerkdienst plaats.